# Таиджи, Анна Мария
А́нна Мари́я Джезуа́льда Анто́ния Таи́джи (в девичестве Джанетти; итал. Anna Maria Gesualda Antonia Taigi (Giannetti), 29 мая 1769[…], Сиена, Тоскана — 9 июня 1837[…], Рим) — блаженная Римско-Католической Церкви, мистик.

## Биография
Родилась в Сиене 29 мая 1769 года. Её родители содержали аптеку. Когда Анне Марии было шесть лет, её родители разорились и были вынуждены переехать в поисках работы в Рим. В Риме училась в школе, основанной св. Лючией Филиппини.
В 1789 году она вышла замуж за Доменико Таиджи, которому родила семерых детей; трое из них умерли в раннем возрасте. С мужем, который вёл себя недостойно — часто бил её и ревновал, — она прожила сорок восемь лет. В начале своего замужества она испытала мистические видения, после которых вступила в третий орден тринитариев. Вскоре весть о её мистических видениях разнеслась по всей Италии. К ней стали приходить за духовным советом разные люди, в том числе папа Льва XIII.
Умерла 9 июня 1837 года. Её предсмертная агония длилась в течение семи месяцев.

## Прославление
После смерти Таиджи её почитание широко распространилось в Риме. Её нетленные мощи были перенесены в храм святого Иоанна Златоуста в Риме, позднее — в церковь святого Хрисогона, где хранятся до сих пор.
Беатифицирована папой Бенедиктом XV в 1920 году. Провозглашена покровительницей матерей и тех, кто пострадал от ругани в семье.
День памяти — 9 июня.